# Louis-Robert Casterman
Pour les articles homonymes, voir Casterman (homonymie).
Louis-Robert Casterman ou Louis Casterman, né le 7 mai 1920 à Tournai (province de Hainaut) et mort le 25 juin 1994 dans la même ville, est un éditeur de bande dessinée chez Casterman.

## Biographie
Louis-Robert Casterman naît le 7 mai 1920 à Tournai. Il est le descendant du fondateur de l'imprimerie familiale Donat Casterman, il est le fils de Louis Casterman.
Il entre au département édition de la société en 1945, accompagnant notamment le développement des albums. Directeur gérant de Casterman SA et PDG des éditions Casterman à partir de 1972, il accompagne le développement de la société sans pour autant jamais s'intéresser vraiment à la bande dessinée. Il prend sa retraite en 1985. C'est son petit frère Jean-Paul Casterman qui reprendra les rênes de l'entreprise.
Il meurt le 25 juin 1994 à Tournai, à l'âge de 74 ans,.